# Джессі Кук
Джессі Кук — канадський гітарист, композитор і продюсер. Вважається одним з найвпливовіших музикантів в стилі «нове фламенко», що містить елементи фламенко, румби, джазу і чимало інших форм світової музики. Він є лауреатом Juno Award, срібним призером у категорії фламенко за версією журналу Acoustic Guitar, і триразовим переможцем Canadian Smooth Jazz, як Гітарист Року. Записувався на відомих студіях EMI, E1 Music, Narada labels. На сьогодні продано більше 1,5 мільйона записів Джессі Кука по всьому світу.

## Дискографія
- Tempest (1995)
- Gravity (1996)
- Vertigo (1998)
- Free Fall (2000)
- Nomad (2003)
- Frontiers (2008)
- The Rumba Foundation (2009)
- The Blue Guitar Sessions (2012)